# Spurławki
Spurławki (deutsch Sperlack) war ein Ort in der polnischen Woiwodschaft Ermland-Masuren. Seine Ortsstelle gehört zum Bereich der Gmina Bartoszyce (Landgemeinde Bartenstein) im Powiat Bartoszycki (Kreis Bartenstein (Ostpr.)).
Die Ortsstelle von Spurławki liegt in der nrdöclichen Mitte der Woiwodschaft Ermland-Masuren, 21 Kilometer südlich der ehemaligen und heute auf russischem Hoheitsgebiet gelegenen Kreisstadt Preußisch Eylau (russisch Bagrationowsk) bzw. zehn Kilometer südwestlich der heutigen Kreismetropole Bartoszyce (deutsch Bartenstein).
Sperlak wurde in der mittleren Ordensszeit gegründet. Nach 1804 Sperlack genannt, handelte es sich um einen kleinen Hof, der bis 1945 als Vorwerk zum Gut Tolks (polnisch Tolko) im ostpreußischen Kreis Preußisch Eylau gehörte.
Im Zusammenhang der Abtretung des gesamten südlichen Ostpreußen 1945 in Kriegsfolge an Polen erhielt Sperlack die polnische Namensform „Spurławki“. Der Ort wurde wohl nach dem Krieg nicht wieder besiedelt, jedenfalls verliert sich seine Spur. Seine Ortsstelle liegt im Gebiet der Gmina Bartoszyce im Powiat Bartoszycki in der Woiwodschaft Ermland-Masuren.
Kirchlich gehörte Sperlack bis 1945 zur evangelischen Kirche Reddenau (polnisch Rodnowo) in der Kirchenprovinz Ostpreußen der Kirche der Altpreußischen Union, außerdem zur römisch-katholischen Kirche der Stadt Bartenstein (polnisch Bartoszyce) im damaligen Bistum Ermland.
Die Ortsstelle Spurławkis ist noch erkennbar. Sie ist über einen Verbindungsweg von Sortławki (Sortlack) aus zu erreichen.